# San Leonardo (Nueva Ecija)
San Leonardo è una municipalità di prima classe delle Filippine, situata nella Provincia di Nueva Ecija, nella regione di Luzon Centrale.
San Leonardo è formata da 15 baranggay:
- Bonifacio District (Pob.)
- Burgos District (Pob.)
- Castellano
- Diversion
- Magpapalayoc
- Mallorca
- Mambangnan
- Nieves
- Rizal District (Pob.)
- San Anton
- San Bartolome (Pob.)
- San Roque
- Tabuating
- Tagumpay
- Tambo Adorable